# Mariano Akerman
Nascido em Buenos Aires em 1963, Mariano Akerman é um pintor, arquiteto e historiador argentino.  Como pesquisador e palestrante desenvolve atividades educativas que promovem a livre-expressão e a participação comunitária considerando a idiossincrasia e o contexto cultural de cada indivíduo.

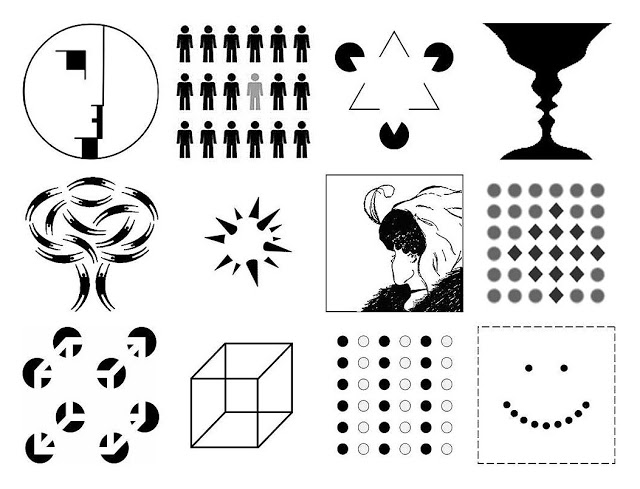
Composição — 12 fundamentos básicos da Gestalt, 2011.

Em 1982 inicia seus estudos em arquitetura na Universidade de Belgrano, onde recebe o diploma em virtude de um trabalho premiado, A Natureza do Espaço e os Limites da Arquitetura (1987).
Após receber uma bolsa do Conselho Britânico, Akerman escreve O Grotesco nas Pinturas de Francis Bacon em 1999, e retoma o imaginário do célebre artista londrino em um artigo que é publicado em 2012.
A partir de 1981 Akerman dá palestras em instituições tais como o  Museu Nacional de Belas Artes em Buenos Aires, o Museu Nacional das Filipinas em Manila, o Colégio Escandinavo Hooptes Stajärna em Taytay, a Academia Nacional de Artes em Lahore, e a Universidade Quaid-i-Azam em Islamabad.
Especializado em Comunicação Visual, Mariano Akerman desenvolve séries de palestras, concursos, oficinas e exposições educativas em vários países, onde colabora com as embaixadas da Bélgica, Suécia, França, Alemanha e Suíça, incluindo as de seu país natal.
Empreendedor independente multidisciplinar, Akerman recebeu doze prêmios internacionais em arte e educação. Durante mais de três décadas de atividade, e tendo freqüentado instituições culturais e educativas, Mariano Akerman deu numerosas palestras tanto na Argentina quanto nas Filipinas, no Paquistão e no Brasil.

## Artes Plásticas
Mariano Akerman desenha e pinta desde jovem. Em 1979 um trabalho seu é selecionado e exibido no Ministério da Educação em Buenos Aires. Em 1980 recebe o primeiro prêmio de desenho no Concurso Cantegril em Punta del Este. Participa de oficinas de pintura, as de Elisa Akerman e Carlos Nine, assim como também assiste a cursos de história da arte no Museu Nacional de Belas Artes (Argentina) e classes de desenho e pintura na Escola Superior de Belas Artes "Ernesto de la Cárcova" (Buenos Aires). 
Exibe sua obra em algumas mostras coletivas, entre as quais se destacam aquelas da Casa da Pintura Argentina e os salões da Associação Latino-Americana de Artistas Plásticos. As exposições individuais de Mariano Akerman são realizadas na Galeria RG en el Arte (1986), o Centro de Estudos para Graduados da Universidade de Belgrano (1988), a Fundação Cultural Banco de Boston (1989), e o Centro Cultural General San Martín (1990).
Sua obra é recebida com entusiasmo pela crítica: o imaginário de sua primeira mostra individual, Transformações de Fibras e Contos Doces, é apresentada pelo crítico de arte Bernardo Gravier,  e também a ela, Monique Sasegur dedica um artigo na Actualidad en el Arte (1986). A mesma crítica de arte escreve:   
| “ | Uma primeira aproximação revela um desenhista que domina a linha, a cor e o espaço seguro do que quer. Si buscamos uma estrutura formal na obra, ela é evidente. Mas também achamos […] uma temática muito forte. A obra deste artista possui uma interessante mensagem vital. Aqui os simples não descartam o profundo. As formas do natural, do vegetal, do animal, e a excelência constante da figura humana, mesmo se algumas vezes mimetizadas em outra forma vivente, [corroboram a idéia previamente mencionada]. A formação teórica de Akerman é fundamentada em seus estudos de arquiteto. Todas as outras coisas nele é vivência que será expressa em sua obra. A técnica o leva a uma atitude preciosista e às vezes irreverente: guache, marcadores, lápis de cor, colagem, tintas e todo o instrumental do arquiteto atingem o efeito buscado. Um dos objetivos é a ativa participação do espectador, que só pode entrar no jogo se acrescenta sua dose de imaginação e fantasia. Assim, os olhos picarescos dos personagens se unem ao divertido olhar do observador, que também deve decidir onde termina a figura e começa o fundo. ¿Mais será que ambos se mesclam? ¿E tudo muito oriental ou muito decorativo? Poderia ser ornamental, plástico e poderosamente esperançoso. | ” |

Na Galeria RG, Akerman dá uma conferência sobre sua obra e organiza uma visita à mostra junto com um concurso literário para os estudantes da Universidad del Salvador (USAL, Buenos Aires, 1986).
Inspirado pelo imaginário de Akerman, Renato Olivieri escreve um poema que é publicado no catálogo da segunda exposição individual do pintor, intitulada De Casca e Conteúdo. Segundo Olivieri, das aquarelas e desenhos realizados por Akerman emanam uma voluptuosidade incomum e diversos enigmas oníricos, nos quais o poeta percebe "a beleza em si mesma desabrochada em uma floração exuberante".
A exposição da Universidade de Belgrano teve também a colaboração do Banco Francês do Rio da Prata, a traves de um premio estímulo que foi outorgado ao artista em meados de 1988. A presentacao da mostra fica a cargo da arquiteta Alicia Oliberos, que nos trabalhos de Akerman detecta uma interação sutil entre o que ela denomina "continente e conteúdo".
Sobre as pinturas e desenhos de Akerman exibidos na Fundação Cultural Banco de Boston como Dez Pincéis através das Águas Profundas, escreve Teresita Pociello na revista Óleo e Mármore (1989), donde elogia o desenho e a articulação das composições de Akerman e os compara com os de Miró e Picasso; segundo Pociello, a presenca do imaginário na obra de Akerman é uma característica "americanista".
A inauguração da mostra De Sol a Sol no Banco Federal Argentino na Recoleta em 1989 inclui a participação do coral "Línguas Vivas".  Trata-se de um encontro que, por sua estrutura dialética, evoca uma representação teatral clássica em contraponto: o pintor se refere à sua obra e, em seguida, o coral o responde através do canto, com pecas tais como o tango argentino Sur (Sul) o spiritual afroamericano Let My People Go (Deixe o meu povo ir). Esta última canção, por exemplo, foi escolhida para responder especificamente a uma aquarela de Akerman intitulada Dar-se conta (1988), que apresenta um plano próximo de Moisés, jovem e ainda com aparência egípcia, mais já consciente de sua até então desconhecida origem, hebraica. Esta aquarela inclui duas pirâmides distantes e o entablamento de um templo egípcio que é suportado por duas colunas, ambas com capitel de flor de lótus fechada. A tais motivos o pintor s sobrepôs uma série de franjas verticais alternadas ritmicamente e que simbolizam o aspeto que até então Moisés ignorava sobre sua identidade.
Em 1990, Hilda Chanca entrevista o pintor, que se refere a sua dupla condição de artista plástico e arquiteto, indicando que ela não é um fenômeno atípico e que possuis criadores importantes como Michelangelo, Le Corbusier e Clorindo Testa.
A pedido de Chanca, Akerman desenha uma mandala para o livro Ensino e Aprendizado, que é publicado pela Universidade John F. Kennedy no mesmo ano. Trata-se de um símbolo gráfico contemporâneo, delineado a partir da consideração da inter-relação entre o macro e o microcosmo.
Mariano Akerman expõe em seguida no Centro Cultural General San Martín e em outras galerias de Buenos Aires (1990), no Museu Nacional das Filipinas e também na Galeria Total da Aliança Francesa de Manila (2005), e —a convite— na Residência da Bélgica em Islamabad (2010).
Titulada As Constelações Interiores, a mostra de Akerman na Aliança Francesa de Manila é composta de cinqüenta e três pinturas e desenhos realizados entre 1989 e 2005. O catálogo da exposição é apresentado por Jean-Paul Girault; a imprensa local, por sua vez, cobre o evento em inglês e em mandarim, enquanto o tagalo é incluído na entrevista que a jornalista Machel Ramos faz com o pintor e que é transmitida pela Rede Nacional de Televisão das Filipinas, em 18 de novembro de 2005. "Originais, sutis e pessoais"” som os termos que o filipino Ramon Lerma emprega para descrever os trabalhos do artista argentino.
Na Aliança Francesa, o pintor organiza com Maryvonne Salvan uma "busca ao tesouro" para os alunos da Escola Internacional Européia de Manila: estes precisavam revelar "mistérios ocultos" a partir de uma cuidadosa observação dos trabalhos exibidos na exposição.
Em 2016, Márcia dos Santos entrevista a Akerman e o pintor expõe os seus trabalhos no Espaço Alcazar, em Copacabana.

### Exposições
- 1986 Galeria RG, Buenos Aires[39]
- 1988 Universidade de Belgrano, Buenos Aires[40]
- 1989 Fundação Cultural Banco de Boston, Buenos Aires[41]
- 1990 Centro Cultural General San Martín, Buenos Aires[42]
- 2005 Museo Nacional das Filipinas, Manila[43]
- 2005 Aliança Francesa, Manila[44]
- 2010 Residencia de Bélgica, Islamabad[45]
- 2016 Alcazar–Copacabana, Rio de Janeiro[38]

## Conferências e atividades educativas

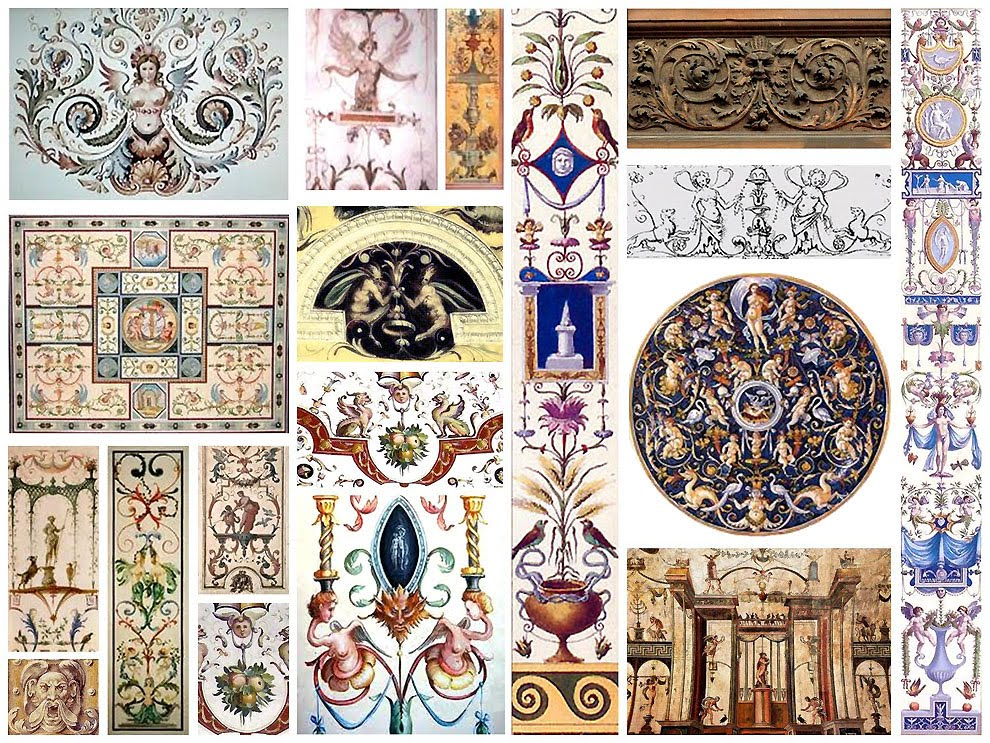
Composição com grotescos do Renascimento.

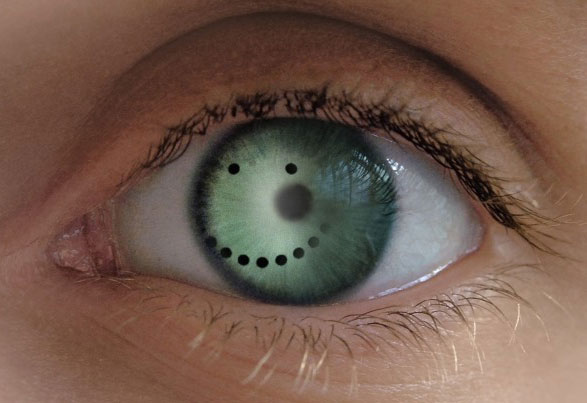
Imagem do Programa Educativo Gestalt, 2011.

Dentro do campo abordado por Akerman em suas conferências certos temas são freqüentes:
- Tradição e inovação na arte ocidental
- Arte moderna e vanguardas européias
- Arte pré-colombiana e latino-americana
- Fundamentos do desenho e da arquitetura
- Metodologia da investigação
- Historia da arte e dificuldades na classificação de obras
- Grotesco e identidade
- Estratégias do grotesco artístico
- Colagem como técnica expressiva e seus alcances

Os ciclos educativos são geralmente organizados como uma série de conferências, nas quais o palestrante costuma convidar o público a participar em um concurso concebido em função do tema e das necessidades dos participantes.
Quem participa costuma produzir ensaios literários breves (às vezes de natureza crítica) ou trabalhos plásticos empregando a técnica da colagem. Todas as atividades buscam conectar os participantes com as particularidades do tema abordado nas conferências, possibilitando a eles expressar-se, mas também demandando um compromisso pessoal.
Entrevistado pela Agência de noticias EFE, em 2010, Mariano Akerman nota que a colagem é particularmente útil porque estimula a criatividade dos participantes: "A idéia de inventividade e expressão a partir do desenvolvimento da colagem permite às pessoas do lugar se manifestar livremente; de outra forma dificilmente conseguiriam faze-lo".
Sobre as atividades artísticas e educativas desenvolvidas por Akerman em Indocuche, a escritora e crítica anglo-paquistanesa Sara Mahmood publica no início de 2012 um artigo intitulado "Mariano Akerman: Conectando Culturas".

### Ciclos de palestras educativas na América do Sul
- Arte e Identidade, Buenos Aires, 2013.[49]
- Patrimônio e Identidade: O Resgate da Memória e a Formulação da Identidade, Rio de Janeiro, 2014.[50]
- Programa Estimulo Vesalius: Anatomia da Arte, Rio de Janeiro, 2015.[51]